# Барніс-Джанкшен (Вашингтон)
Барніс-Джанкшен (англ. Barney's Junction) — переписна місцевість (CDP) в США, в окрузі Феррі штату Вашингтон. Населення — 114 особи (2020).

## Географія
Барніс-Джанкшен розташований за координатами 48°37′13″ пн. ш. 118°7′44″ зх. д. / 48.62028° пн. ш. 118.12889° зх. д. (48.620395, -118.128962).  За даними Бюро перепису населення США в 2010 році переписна місцевість мала площу 0,67 км², уся площа — суходіл.

## Демографія
Згідно з переписом 2010 року, у переписній місцевості мешкало 146 осіб у 63 домогосподарствах у складі 44 родин. Густота населення становила 217 осіб/км².  Було 66 помешкань (98/км²).
Расовий склад населення:
| - 95,2 % — білих - 2,1 % — корінних американців |

До двох чи більше рас належало 2,7 %. Частка іспаномовних становила 6,8 % від усіх жителів.
За віковим діапазоном населення розподілялося таким чином: 25,3 % — особи молодші 18 років, 53,5 % — особи у віці 18—64 років, 21,2 % — особи у віці 65 років та старші. Медіана віку мешканця становила 44,0 року. На 100 осіб жіночої статі у переписній місцевості припадало 89,6 чоловіків;  на 100 жінок у віці від 18 років та старших — 94,6 чоловіків також старших 18 років.
Середній дохід на одне домашнє господарство  становив 28 344 долари США (медіана — 28 289), а середній дохід на одну сім'ю — 32 074 долари (медіана — 28 977). За межею бідності перебувало 3,9 % осіб, у тому числі 0,0 % дітей у віці до 18 років та 17,9 % осіб у віці 65 років та старших.
Цивільне працевлаштоване населення становило 84 особи. Основні галузі зайнятості: виробництво — 28,6 %, роздрібна торгівля — 16,7 %.